# الدوري الإنجليزي لكرة القدم 1959–60
الدوري الإنجليزي لكرة القدم 1959–60 (بالإنجليزية: 1959–60 Football League)‏ هو موسم من دوري كرة القدم الإنجليزي. فاز فيه نادي بيرنلي.